# ريتشل سكينر
ريتشل سكينر (بالإنجليزية: Rachel Skinner)‏ هي مهندس مدني بريطانية، ولدت في ديسمبر 1976.